# 曹炯
曹炯(1812年—?)，字镜侯，号月舫，甘肃兰州府皋兰县人，道光庚子进士。
历任翰林院庶吉士，翰林院编修，后改内阁中书，协办侍读，诰授奉政大夫。
咸丰至同治年间曾任甘肃兰州兰山书院、陕西关中、丰登书院院长。